# 小野寺 (美濃加茂市)
小野寺（おのでら）は岐阜県美濃加茂市蜂屋町にある十一面観世音菩薩を本尊とする臨済宗妙心寺派の寺院で、山号は仏生山。中濃八十八ヶ所霊場客番札所である。
伝説によれば小野小町が開基であったとされるが、確たる証憑は無い。往古は天台宗であったと伝わるが、瑞林寺2世仁済宗恕により瑞林寺の末寺に加えられ、その法孫元吉により中興された。元禄2年（1689年）に修補された縁起書が残されている。安永年間に火災に遭い、多くの古文書を焼失したため子細不明。本堂は安永8年（1779年）に再建された。昭和53年（1978年）時点で無住となっている。
境内の観音堂に十一面観世音菩薩を祀る。